# Walther Wenck
Walther Wenck (Wittenberg, 18 de septiembre de 1900 - Bad Rothenfelde, 1 de mayo de 1982) fue un general del Ejército Alemán durante la Segunda Guerra Mundial. Fue responsable de evacuar a más de 250 000 civiles durante el sitio de Berlín, gracias a desobedecer órdenes directas del Führer y el uso de una estrategia de distracción y contención contra el avance soviético y estadounidense.

## Biografía
Walther Wenck fue recluta en el Reichsheer durante la Primera Guerra Mundial y tras esta se adhirió brevemente a un Freikorps anticomunista. Al firmarse el Tratado de Versalles de 1919 y crearse el Reichswehr de la República de Weimar, Wenck se alistó en el nuevo ejército y llegó a ser oficial.
Al estallar la Segunda Guerra Mundial en 1939, Wenck fue jefe de operaciones para algunas divisiones de infantería en el Grupo de Ejércitos Sur hasta 1942, en el frente oriental. Tras ello Wenck desempeñó cargos en academias militares entrenando estados mayores para las divisiones de la Wehrmacht, pero a fines de 1944 fue llamado nuevamente al servicio activo, recibiendo el mando de divisiones de infantería que lanzaron un ataque infructuoso de infantería en Pomerania contra fuerzas mucho más numerosas del Ejército Rojo. Con pocos hombres y escaso armamento, la «ofensiva de Pomerania» ordenada por Hitler terminó en un fracaso a mediados de febrero de 1945.

### Sitio de Berlín en 1945
Para marzo de 1945 Wenck comandaba el 12.º Ejército alemán y se encontraba protegiendo tanto la orilla este del río Elba contra avances estadounidenses como a miles de refugiados que acudían allí masivamente desde principios de abril con la esperanza de escapar del Ejército Rojo. Se estima que Wenck era responsable de alimentar diariamente a casi 500 000 personas.
Cuando Berlín fue cercada el 22 de abril de 1945, Wenck recibió la orden de Hitler de llevar su recién formado ejército a liberar la ciudad, con la ayuda del 9.º Ejército del general Theodor Busse, que se encontraba entre Berlín y el 12.º Ejército. Wenck partió con sus tropas hacia el este como se le había ordenado, alarmando a los dos ejércitos soviéticos que apretaban el cerco sobre la capital del Reich.
Lo que en realidad deseaba hacer Wenck era intentar abrir un corredor en las afueras de Berlín para que los civiles atrapados escaparan de la ciudad. Lamentablemente para Wenck, la infantería soviética gozaba de aplastante superioridad numérica para rechazar el avance del 12.º Ejército (que en la práctica apenas contaba con la fuerza de una división y media), lo cual logró cerca de Potsdam, y esto convenció a Wenck de la inutilidad de su acción. 
Entonces Wenck recibió un mensaje del general Busse, que le pedía su ayuda para escapar al oeste, pues el 9.º Ejército (con una fuerza aproximada de apenas dos divisiones) era muy débil para destruir a un enemigo cinco veces mayor perteneciente al Primer Frente Ucraniano, menos aún para enfrentarse luego a las tropas del Primer Frente Bielorruso y «salvar la capital del Reich» como Hitler exigía. Busse se encontraba al sur de Berlín, cerca del Bosque de Halbe, el 25 de abril. Wenck mantuvo su posición en Potsdam frente a los ataques soviéticos para mantener abierta su ruta de huida y esperó a que Busse y el IX Ejército escaparan luchando encarnizados combates en lo que luego se llamó la Batalla de Halbe.
Una vez reunido con el 9.º ejército, o con lo que quedaba de este, Busse y Wenck avanzaron hacia el río Elba donde improvisaron pontones para evacuar a los civiles bajo fuego soviético; en ese momento Wenck exhortó a sus hombres a ejecutar la evacuación alegando: «Ya no se trata de hacerlo por Berlín o por el Führer, sino por los civiles que confían en nosotros». Los soldados de la Wehrmacht dejaron destruir cañones y piezas de artillería para retardar el avance soviético y cruzaron el Elba después que los civiles el 28 de abril, en unas condiciones paupérrimas. Tras ello, Wenck y Busse contactaron con los norteamericanos y se rindieron. Si bien las estimaciones varían, se cree que con sus acciones Wenck salvó la vida de unos 250 000 refugiados, incluyendo 25 000 sobrevivientes del 9.º Ejército de Busse. 
Al enterarse Hitler de que Wenck y Busse no habían abandonado a los civiles y los habían ayudado a evacuar, ordenó degradar y condenar a ambos generales por traición, pero esta sentencia careció de efectos al ser dictada horas antes de la caída de Berlín

### Tras la guerra
Wenck trabajó en una empresa privada hasta que, con la fundación de la República Federal de Alemania (1949), fue requerido por Konrad Adenauer para que se reincorporara al Ejército Federal Alemán a mediados de los años 50, como Comandante en Jefe. Sin embargo, las exigencias de Wenck para aceptar este puesto no fueron satisfechas, por lo que continuó trabajando en la empresa privada hasta su retiro en 1966.
Walther Wenck falleció el 1 de mayo de 1982 como consecuencia de un accidente de tránsito.

## Carrera militar – Ascensos
- Kadettenausbildung (Cadete en entrenamiento) - 1914
- Fahnenjunker (Cadete) – 27/08/1919
- Leutnant (Teniente) – 01/02/1923
- Oberleutnant (Teniente primero) – 01/05/1928
- Hauptmann (Capitán) – 10/05/1934
- Major (Mayor) – 01/03/1939
- Oberstleutnant (Teniente coronel) – 01/12/1940
- Oberst (Coronel) – 01/06/1942
- Generalmajor (Mayor general) – 01/03/1943
- Generalleutnant (Teniente general) – 01/04/1944
- General der Panzertruppe (General de tropas blindadas) – 06/04/1945

## Condecoraciones
Walther Wenck fue condecorado en varias ocasiones con las siguientes medallas:
- Insignia deportiva DRL en bronce - 1934
- Insignia deportiva DRL en plata – Fecha desconocida
- Medalla conmemorativa del 13 de marzo de 1938 – 1939
- Medalla conmemorativa del 1 de octubre de 1938 – 04/09/1939
- Cruz de Hierro en 1939, de Segunda Clase el 13 de septiembre, y de Primera Clase el 4 de octubre.
- Medalla Batalla de invierno en el Este 1941/42 – 01/08/1942
- Cruz Alemana en Oro, el 26 de enero de 1942.
- Insignia de herida en negro de 1939 – 18 de mayo de 1942
- Cruz de Caballero de la Cruz de Hierro, el 28 de diciembre de 1942, como el Oberst y jefe del estado mayor del Armeegruppe Hollidt.[cita requerida]
- Orden de la Estrella Grado Comandante (Rumania) – 12/03/1943
- Orden de la Cruz de la Victoria de Guerra de 3.ª Clase  (República de Eslovaquia)
- Premio de la Wehrmacht de 4.ª Clase por 4 años de Servicios
- Premio de la Wehrmacht de 3.ª Clase por 12 años de Servicios
- Premio de la Wehrmacht de 2.ª Clase por 18 años de Servicios

## Apariciones en otras obras
- La banda de power metal Sabaton homenajeó los actos de valentía de Walther Wenck en la canción «Hearts of Iron»,[2] el décimo tema de su disco Heroes.